# Métisse Motorcycles
|  | No s'ha de confondre amb Rickman Motorcycles. |

Métisse Motorcycles és un petit fabricant motocicletes i bastidors britànic amb seu a Carswell, prop de Faringdon, Oxfordshire.
Des del 1982, Métisse produeix kits de xassissos per a motors de motocicleta britànics. L'antic propietari, Pat French, va comprar la maquinària i utillatge que feien servir originàriament els germans Ricmkan (els creadors de la primera Métisse Mk1 el 1959) per a produir els seus lleugers i resistents bastidors i els altres components amb què preparaven motocicletes de motocròs de competició.
Métisse s'ha centrat en l'ús d'acer cromat d'alta qualitat per als seus distintius bastidors. Pat French va produir xassissos Mk IV i després Mk III per a motocicletes de motocròs "retro" fins a mitjan dècada del 1990, quan la demanda en va minvar. Llavors, es va associar amb Gerry Lisi per a continuar la seva activitat, una societat que va continuar fins a la retirada de French. French es va morir el 2007, però Lisi continua dirigint Métisse a les seves instal·lacions de Carswell, on l'activitat amb les motocicletes ha esdevingut secundària al costat del seu negoci principal, basat en el golf.
Actualment, Métisse fabrica motocicletes completes, normalment fent servir peces i motors comprats, tot i que el recent model Mk5 està equipat amb un motor propi de 997 cc amb dos cilindres en paral·lel de 360°, refrigerat per aire i oli.

## Steve McQueen™ Desert Racer

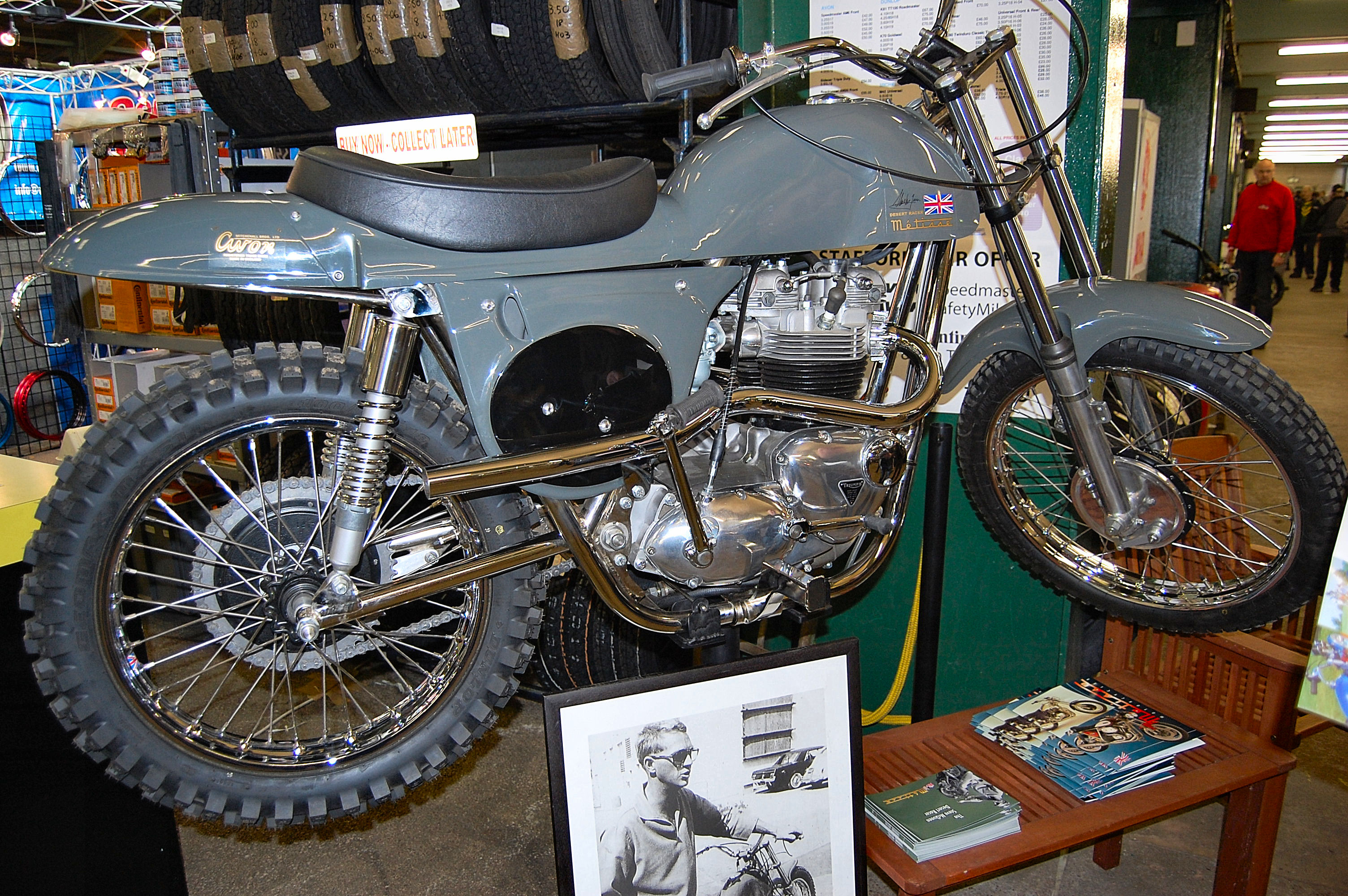
La Métisse Steve McQueen™ Desert Racer

La Steve McQueen Métisse Desert Racer és una rèplica de la moto amb què va competir l'actor Steve McQueen els anys 1966 i 1967. Se n'ha fabricat una edició limitada de 300 motocicletes completes. Aquest model duu un motor Triumph 6T de 650 cc original totalment readaptat. La moto original de McQueen duia un xassís Métisse i l'havia construïda expressament per a ell el seu amic, l'actor i especialista Bud Ekins.

## Métisse Hammer Mk3
De manera semblant a la Desert Racer, la Hammer és una versió de la Métisse Mk3 Scrambler, l'emblemàtica motocicleta que portava el personatge de ficció Ilya Kuryakin a la sèrie de televisió "The Man from U.N.C.L.E." (emesa a la NBC de 1964 a 1968).

## Métisse Mk5
El producte més complet de la firma és la Métisse Mk5, una moto de carretera personalitzada d'estil "retro". La Mk5 no només duu un marc Métisse, sinó també un nou motor "Adelaide", dissenyat i fabricat per Métisse, de 997 cc bicilíndric en paral·lel de 360° de 8 vàlvules, amb caixa de canvis de 5 velocitats i refrigeració per aire i oli. La Mk5 és una moto feta a mà i la posició de conducció s'ajusta a la mida del client. L'empresa proporciona al comprador una carpeta de documentació amb imatges de la moto durant la seva fabricació, juntament amb les seves especificacions particulars.
La Mk5 està disponible com a Cafe racer (amb o sense carenat frontal) o com a "Street Scrambler". La moto té un bastidor de bressol d'acer cromat 4130 amb forquilles Ceriani no ajustables de 41 mm i amortidors posteriors dobles Öhlins. El motor produeix 97 CV i té un parell motor de 95 N·m, amb una velocitat màxima de 190 km/h. Els frens anteriors són discos dobles de 320 mm amb pinça Brembo, mentre que el posterior és un disc únic de 220 mm, també amb pinça Brembo. El prototip del 2010, amb un pes en sec de 180 kg i dissenyat com a "Street Scrambler", entrà en producció cap al 2016.